# Hades hecate
Hades hecate är en fjärilsart som beskrevs av Hans Ferdinand Emil Julius Stichel 1919. Hades hecate ingår i släktet Hades och familjen Riodinidae. Inga underarter finns listade i Catalogue of Life.